# スーラ (書体)
スーラ（Seurat）はフォントワークスが発売した丸ゴシック体。1990年にMacintosh用DTPフォントとしてリリースされた。フランスの画家、ジョルジュ・スーラにちなんで名付けられた。

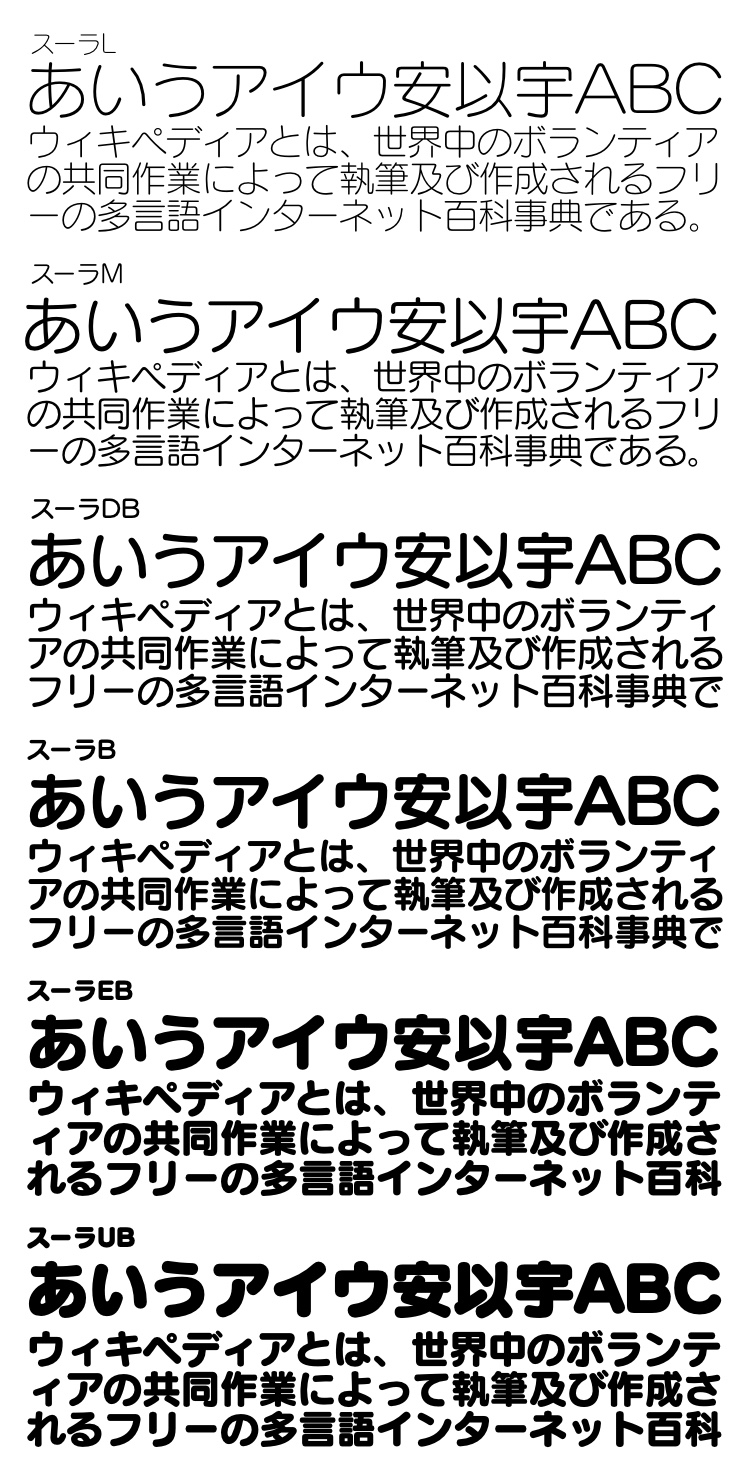

## 背景
1990年前後の日本語DTP黎明期はデジタルフォントとしてリリースされていた書体が非常に限られており、とりわけ多種多様な書体が要求される広告制作・グラフィックデザインの現場においては完成度の高い丸ゴシック体の需要があった。特に大手プロダクションにおいては、旧版流用・修正再版といったニーズに対応すべく電算写植や専用組版システムで制作された在版をDTP化する作業が始まっていたが、写植全盛期にスタンダードな書体のひとつとなった写研のナールに替わるデザインのDTP用書体が存在せず、雰囲気の異なる書体によって代替せざるを得ない状況であった。
ほぼ同時期には同じく丸ゴシック体であるモリサワの「じゅん」ファミリーが電算写植用からDTP用フォントへと移植される形で発売されたが、本来、学参や設計図面用途を意識してデザインされた書体であったため、根本的にコンセプトが異なるものであった（※「じゅん」の名称の由来は「"Jun"ior」から）。
また、イワタの書体を字母とし、デジタルフォントに参入したピー・アンド・アイ社より、ナールを彷彿とさせる「カーサ」ファミリーが発売されたが、プリンタ専用フォントのみのリリースであったことなどから、あまり普及することはなくDTP導入直後の出版物などで使用されるにとどまった。
そうした状況において、スーラはナールとも共通するコンセプトを持つ書体であり、デザイン上の完成度はもとより、ファミリーの充実・ATM・外字への対応、後の組替え用仮名書体のリリースなどといった、フォント製品としてのサポート体制からもグラフィックデザイナーやエディトリアルデザイナーの間でも評価の高い書体のひとつとなった。高い視認性から、ナールと同様にグラフィックのみならず、プロダクトデザインなどでの使用例も多い。一例としては、かつてApple ComputerのMacintoshコンピュータ・iBookシリーズ・MacBook Proおよび同社キーボード単体製品において、キートップの刻印に採用された実績が挙げられる。
モリサワフォントをデファクトスタンダードとする現在の日本語DTP環境において、明朝体はリュウミン・ゴシック体は新ゴが標準的な書体として用いられるケースが多い中、丸ゴシック体においては同社のじゅん・新丸ゴではなく、スーラが同様の位置づけとして認識され、広告・雑誌などの商業印刷媒体から、屋外サイン、映像分野におけるテロップ・フリップまで幅広く使用されている（現在は新丸ゴも使用している）。
特にテレビ業界においてはHD化に伴うCG（キャラクタジェネレータ）・テロップ制作用機材の更新（写研のテロメイヤシリーズから他社テロッパーへの機材変更）に際し、機材への搭載フォントとして写研フォントが使用できなかったことから、その代替としてナールからスーラへと乗り換えたテレビ局やポストプロダクションも多く、在京局ではNHKやTBSテレビ（2007年4月 - ）、テレビ朝日などが該当していたが、2015年時点では各局・番組を問わず、幅広く採用・導入されている。

## ファミリー構成
- スーラL
- スーラM
- スーラDB
- スーラB
- スーラEB
- スーラUB

## 対応フォーマット
- OCF
- CID
- OpenType